# Coupe de France de football 1948-1949
Navigation
Coupe de France 1947-1948 Coupe de France 1949-1950
La Coupe de France de football 1948-1949 a vu la victoire du RC Paris.

## Résultats

### Quatrième tour
Seuls sont indiqués dans cet article les résultats des clubs professionnels au 4e tour.
| Division        | Club              | Score | Club                  | Division        |
| --------------- | ----------------- | ----- | --------------------- | --------------- |
| Division 1 (D1) | RC Strasbourg     | 8 - 0 | US Longwy             | DH (D4)         |
|                 | SC Gannat         | 2 - 9 | AS Saint-Étienne      | Division 1 (D1) |
| CFA (D3)        | AS Beaune         | 0 - 2 | RCFC Besançon         | Division 2 (D2) |
| PH (D5)         | FC Lyon           | 0 - 3 | Lyon OU               | Division 2 (D2) |
| 1D (D6)         | Trith-Saint-Léger | 0 - 2 | CO Roubaix-Tourcoing  | Division 1 (D1) |
|                 | US Maubeuge       | 1 - 3 | US Valenciennes-Anzin | Division 2 (D2) |
| Division 2 (D2) | SA Douai          | 3 - 1 | Dechy Sport           | DH (D4)         |
|                 | Albert            | 4 - 6 | Amiens AC             | Division 2 (D2) |
| PH (D5)         | PA Quimper        | 1 - 3 | FC Nantes             | Division 2 (D2) |
| Division 2 (D2) | US Le Mans        | 2 - 1 | Villejuif             | PH (D5)         |
| DH (D4)         | SC Draguignan     | 3 - 2 | SC Toulon             | Division 2 (D2) |
| Division 2 (D2) | Olympique alésien | 5 - 1 | La Voulte             |                 |
| PH (D5)         | Saint-Rémy        | 0 - 5 | FC Sète               | Division 1 (D1) |
| DH (D4)         | AS Brignoles      | 3 - 1 | AS Monaco             | Division 2 (D2) |
| DH (D4)         | Frontignan        | 0 - 5 | AS Béziers            | Division 2 (D2) |

### Cinquième tour
Seuls sont indiqués dans cet article les résultats des clubs professionnels au 5e tour.
| Division        | Club                   | Score      | Club                   | Division        |
| --------------- | ---------------------- | ---------- | ---------------------- | --------------- |
| Division 1 (D1) | Olympique de Marseille | 10 - 1     | SO Chambéry            | DH (D4)         |
| Division 1 (D1) | AS Saint-Étienne       | 2 - 1      | EDS Montluçon          | DH (D4)         |
| Division 1 (D1) | CO Roubaix-Tourcoing   | 6 - 3      | Olympique dunkerquois  | PH (D5)         |
| Division 1 (D1) | CO FC Sète             | 5 - 1      | Olympique de Florensac | CFA (D3)        |
| Division 1 (D1) | Toulouse FC            | 3 - 1      | Stade bordelais        | CFA (D3)        |
| CFA (D3)        | FC Annecy              | 0 - 4      | SO Montpellier         | Division 1 (D1) |
|                 | AS Wittelsheim         | 1 - 3      | RC Strasbourg          | Division 1 (D1) |
| Division 1 (D1) | AS Cannes-Grasse       | 2 - 0      | SC Draguignan          | DH (D4)         |
| Division 2 (D2) | FC Rouen               | 3 - 1      | US Auchel              | CFA (D3)        |
| Division 2 (D2) | Le Havre AC            | 2 - 0      | FC Levallois           | PH (D5)         |
| Division 2 (D2) | RCFC Besançon          | 1 - 1 a.p. | FC Mulhouse            | CFA (D3)        |
| Division 2 (D2) | Amiens AC              | 3 - 0      | Olympique Hesdin       | DH (D4)         |
| PH (D5)         | Rhodia                 | 0 - 5      | Olympique alésien      | Division 2 (D2) |
| Division 2 (D2) | Nîmes Olympique        | 8 - 0      | Hyères FC              | DH (D4)         |
| Division 2 (D2) | FC Nantes              | 4 - 0      | Stade de Saint-Magne   | DH (D4)         |
| Division 2 (D2) | AS Béziers             | 6 - 0      | Ganges                 | PH (D5)         |
| Division 2 (D2) | Lyon OU                | 6 - 0      | AS Valentigney         | DH (D4)         |
| DH (D4)         | Stade quimpérois       | 0 - 2      | US Le Mans             | Division 2 (D2) |
| Division 2 (D2) | CA Paris               | 5 - 2      | US Nœux-les-Mines      | DH (D4)         |
| CFA (D3)        | ES Bully               | 0 - 1      | SA Douai               | Division 2 (D2) |
| Division 2 (D2) | US Valenciennes-Anzin  | 6 - 2      | CA Valenciennes        | 1D (D6)         |
| Match rejoué    |                        |            |                        |                 |
| CFA (D3)        | FC Mulhouse            | 1 - 0 a.p. | RCFC Besançon          | Division 2 (D2) |

### Trente-deuxièmes de finale
| Division        | Club                       | Score      | Club                     | Division        |
| --------------- | -------------------------- | ---------- | ------------------------ | --------------- |
| PH (D5)         | RC Arras                   | 2 - 1      | SO Merlebach             | CFA (D3)        |
| CFA (D3)        | US Quevilly                | 4 - 3      | Toulouse FC              | Division 1 (D1) |
| Division 1 (D1) | Stade de Reims             | 6 - 1      | Angers SCO               | Division 2 (D2) |
| Division 1 (D1) | Stade rennais UC           | 2 - 0      | SO Montpellier           | Division 1 (D1) |
| Division 1 (D1) | CO Roubaix-Tourcoing       | 4 - 0      | SO Châtellerault         | DH (D4)         |
| Division 2 (D2) | FC Rouen                   | 6 - 2      | FC Dieppe                | DH (D4)         |
| Division 1 (D1) | AS Saint-Étienne           | 8 - 1      | AS Saint-Dizier-Marnaval | DH (D4)         |
| CFA (D3)        | Olympique de Saint-Quentin | 4 - 2      | Stade saint-germanois    | PH (D5)         |
| PH (D5)         | UA Sedan-Torcy             | 5 - 1      | SPN Vernon               | DH (D4)         |
| DH (D4)         | US Saint-Malo              | 1 - 0      | FC Falaise               | PH (D5)         |
| Division 1 (D1) | FC Sète                    | 3 - 0      | Amiens AC                | Division 2 (D2) |
| Division 1 (D1) | FC Sochaux-Montbéliard     | 2 - 0      | Stade montois            | CFA (D3)        |
| Division 2 (D2) | AS Troyes-Savinienne       | 3 - 0      | FC Lorient               | CFA (D3)        |
| Division 2 (D2) | US Valenciennes-Anzin      | 3 - 2      | AS Brignoles             | DH (D4)         |
| DH (D4)         | CA Vitry-sur-Seine         | 1 - 0      | AS Béziers               | Division 2 (D2) |
| Division 1 (D1) | Stade français-Red Star    | 1 - 1 a.p. | Olympique alésien        | Division 2 (D2) |
| Division 1 (D1) | RC Paris                   | 3 - 3 a.p. | AS Orléans               | CFA (D3)        |
| Division 2 (D2) | Nîmes Olympique            | 2 - 0      | US Le Mans               | Division 2 (D2) |
| CFA (D3)        | Stade béthunois            | 3 - 1      | RC Agde                  | DH (D4)         |
| CFA (D3)        | SM Caen                    | 2 - 0      | SC Aniche                | DH (D4)         |
| CFA (D3)        | VS Chartres                | 4 - 0      | US Pons                  | CFA (D3)        |
| Division 1 (D1) | SR Colmar                  | 3 - 2      | CS Le Thillot            | CFA (D3)        |
| CFA (D3)        | FC Dole                    | 1 - 1 a.p. | Lyon OU                  | Division 2 (D2) |
| Division 2 (D2) | SA Douai                   | 3 - 1      | RC Strasbourg            | Division 1 (D1) |
| Division 2 (D2) | Le Havre AC                | 1 - 1 a.p. | Olympique de Marseille   | Division 1 (D1) |
| CFA (D3)        | CA Le Puy-en-Velay         | 1 - 0      | CA Paris                 | Division 2 (D2) |
| Division 1 (D1) | OGC Nice                   | 2 - 1      | FC Nancy                 | Division 1 (D1) |
| Division 2 (D2) | FC Nantes                  | 2 - 0      | AS Cannes-Grasse         | Division 1 (D1) |
| CFA (D3)        | FC Mulhouse 1893           | 3 - 2      | US Revel                 | CFA (D3)        |
| Division 1 (D1) | FC Metz                    | 2 - 1      | FC Girondins de Bordeaux | Division 2 (D2) |
| Division 1 (D1) | Lille OSC                  | 3 - 1      | RC Lens                  | Division 2 (D2) |
| DH (D4)         | US La Seyne-sur-Mer        | 5 - 3      | FC Gueugnon              | CFA (D3)        |
| Matches rejoués |                            |            |                          |                 |
| Division 1 (D1) | Stade français-Red Star    | 7 - 3      | Olympique alésien        | Division 2 (D2) |
| Division 1 (D1) | RC Paris                   | 1 - 0      | AS Orléans               | CFA (D3)        |
| CFA (D3)        | FC Dole                    | 4 - 2      | Lyon OU                  | Division 2 (D2) |
| Division 2 (D2) | Le Havre AC                | 4 - 2      | Olympique de Marseille   | Division 1 (D1) |

### Seizièmes de finale
| Division        | Club                    | Score | Club                       | Division        |
| --------------- | ----------------------- | ----- | -------------------------- | --------------- |
| Division 1 (D1) | OGC Nice                | 4 - 1 | CA Le Puy-en-Velay         | CFA (D3)        |
| Division 1 (D1) | Stade rennais UC        | 3 - 1 | CA Vitry-sur-Seine         | DH (D4)         |
| Division 1 (D1) | Stade de Reims          | 2 - 1 | FC Sochaux-Montbéliard     | Division 1 (D1) |
| CFA (D3)        | US Quevilly             | 1 - 0 | SR Colmar                  | Division 1 (D1) |
| Division 1 (D1) | Stade français-Red Star | 3 - 2 | CO Roubaix-Tourcoing       | Division 1 (D1) |
| DH (D4)         | US Saint-Malo           | 1 - 0 | Stade béthunois            | CFA (D3)        |
| Division 2 (D2) | Nîmes Olympique         | 2 - 1 | AS Saint-Étienne           | Division 1 (D1) |
| Division 1 (D1) | FC Sète                 | 5 - 0 | FC Mulhouse 1893           | CFA (D3)        |
| Division 1 (D1) | FC Metz                 | 3 - 1 | SA Douai                   | Division 2 (D2) |
| Division 1 (D1) | Lille OSC               | 6 - 0 | UA Sedan-Torcy             | PH (D5)         |
| Division 2 (D2) | Le Havre AC             | 2 - 0 | FC Dole                    | CFA (D3)        |
| PH (D5)         | RC Arras                | 3 - 0 | VS Chartres                | CFA (D3)        |
| Division 1 (D1) | RC Paris                | 3 - 1 | SM Caen                    | CFA (D3)        |
| Division 2 (D2) | AS Troyes-Savinienne    | 5 - 0 | US La Seyne-sur-Mer        | DH (D4)         |
| Division 2 (D2) | US Valenciennes-Anzin   | 4 - 1 | Olympique de Saint-Quentin | CFA (D3)        |
| Division 2 (D2) | FC Rouen                | 4 - 1 | FC Nantes                  | Division 2 (D2) |

### Huitièmes de finale
| Division        | Club                    | Score      | Club                  | Division        |
| --------------- | ----------------------- | ---------- | --------------------- | --------------- |
| Division 1 (D1) | RC Paris                | 2 - 0      | US Quevilly           | CFA (D3)        |
| Division 2 (D2) | Nîmes Olympique         | 4 - 0      | US Saint-Malo         | DH (D4)         |
| Division 1 (D1) | FC Metz                 | 4 - 2      | Stade rennais UC      | Division 1 (D1) |
| PH (D5)         | RC Arras                | 2 - 1      | US Valenciennes-Anzin | Division 2 (D2) |
| Division 1 (D1) | Lille OSC               | 1 - 1 a.p. | FC Rouen              | Division 2 (D2) |
| Division 1 (D1) | OGC Nice                | 3 - 0      | Stade de Reims        | Division 1 (D1) |
| Division 1 (D1) | Stade français-Red Star | 3 - 0      | AS Troyes-Savinienne  | Division 2 (D2) |
| Division 1 (D1) | FC Sète                 | 3 - 1      | Le Havre AC           | Division 2 (D2) |
| Match rejoué    |                         |            |                       |                 |
| Division 1 (D1) | Lille OSC               | 2 - 1      | FC Rouen              | Division 2 (D2) |

### Quarts de finale
| Division        | Club                    | Score      | Club            | Division        |
| --------------- | ----------------------- | ---------- | --------------- | --------------- |
| Division 1 (D1) | RC Paris                | 2 - 1 a.p. | Nîmes Olympique | Division 2 (D2) |
| Division 1 (D1) | FC Metz                 | 6 - 0      | RC Arras        | PH (D5)         |
| Division 1 (D1) | Lille OSC               | 2 - 1 a.p. | OGC Nice        | Division 1 (D1) |
| Division 1 (D1) | Stade français-Red Star | 3 - 1 a.p. | FC Sète         | Division 1 (D1) |

### Demi-finales
| Division        | Club      | Score      | Club                    | Division        |
| --------------- | --------- | ---------- | ----------------------- | --------------- |
| Division 1 (D1) | RC Paris  | 2 - 2 a.p. | FC Metz                 | Division 1 (D1) |
| Division 1 (D1) | Lille OSC | 1 - 0      | Stade français-Red Star | Division 1 (D1) |
| Match rejoué    |           |            |                         |                 |
| Division 1 (D1) | RC Paris  | 2 - 0      | FC Metz                 | Division 1 (D1) |

### Finale
| Entraîneur : |
| Paul Baron   |

| Entraîneur : |
| André Cheuva |

| Entraîneur : |
| Paul Baron   |

| Entraîneur : |
| André Cheuva |

## Synthèse

### Nombre d'équipes par division et par tour
| Divisions / Manches | 1/32e de f. | 1/16e de f. | 1/8e de f. | 1/4 de f. | 1/2 f. | Finale | Vainqueur |
| ------------------- | ----------- | ----------- | ---------- | --------- | ------ | ------ | --------- |
| Division 1          | 18          | 12          | 8          | 6         | 4      | 2      | 1         |
| Division 2          | 16          | 7           | 5          | 1         | -      | -      | -         |
| CFA                 | 16          | 8           | 1          | -         | -      | -      | -         |
| DH                  | 10          | 3           | 1          | -         | -      | -      | -         |
| PH                  | 4           | 2           | 1          | 1         | -      | -      | -         |
| Total               | 64          | 32          | 16         | 8         | 4      | 2      | 1         |

### Parcours des clubs professionnelles
| Clubs                   | Parcours précédent | Parcours en 1948-1949 |
| ----------------------- | ------------------ | --------------------- |
| Stade de Reims          | 1/8 de finale      | 1/8 de finale         |
| Lille OSC               | Vainqueur          | Finaliste             |
| Olympique de Marseille  | 1/16 de finale     | 1/32 de finale        |
| Stade rennais UC        | 1/8 de finale      | 1/8 de finale         |
| FC Sochaux-Montbéliard  | 1/4 de finale      | 1/16 de finale        |
| RC Paris                | 1/4 de finale      | Vainqueur             |
| OGC Nice                | 1/8 de finale      | 1/4 de finale         |
| AS Saint-Étienne        | 1/32 de finale     | 1/16 de finale        |
| Toulouse FC             | 1/16 de finale     | 1/32 de finale        |
| Stade français-Red Star | -                  | 1/2 finales           |
| SR Colmar               | 1/2 finales        | 1/16 de finale        |
| SO Montpellier          | 1/16 de finale     | 1/32 de finale        |
| CO Roubaix-Tourcoing    | 1/32 de finale     | 1/16 de finale        |
| FC Sète                 | 1/32 de finale     | 1/4 de finale         |
| FC Nancy                | 1/2 finales        | 1/32 de finale        |
| FC Metz                 | 1/8 de finale      | 1/2 finales           |
| RC Strasbourg           | 1/32 de finale     | 1/32 de finale        |
| AS Cannes-Grasse        | 1/16 de finale     | 1/32 de finale        |

| Clubs                    | Parcours précédent | Parcours en 1948-1949 |
| ------------------------ | ------------------ | --------------------- |
| RC Lens                  | Finaliste          | 1/32 de finale        |
| FC Girondins de Bordeaux | 1/4 de finale      | 1/32 de finale        |
| FC Rouen                 | 1/16 de finale     | 1/8 de finale         |
| Le Havre AC              | 1/16 de finale     | 1/8 de finale         |
| Nîmes Olympique          | 1/16 de finale     | 1/4 de finale         |
| Olympique alésien        | 1/32 de finale     | 1/32 de finale        |
| RCFC Besançon            | TP                 | TP                    |
| AS Monaco FC             | ?                  | TP                    |
| FC Nantes                | 1/32 de finale     | 1/16 de finale        |
| Lyon OU                  | TP                 | 1/32 de finale        |
| Angers SCO               | 1/8 de finale      | 1/32 de finale        |
| AS Béziers               | TP                 | 1/32 de finale        |
| SC Toulon                | TP                 | TP                    |
| Amiens AC                | 1/32 de finale     | 1/32 de finale        |
| US Le Mans               | 1/32 de finale     | 1/32 de finale        |
| AS Troyes-Savinienne     | 1/8 de finale      | 1/8 de finale         |
| US Valenciennes-Anzin    | 1/32 de finale     | 1/8 de finale         |
| CA Paris                 | 1/16 de finale     | 1/32 de finale        |
| SA Douai                 | 1/32 de finale     | 1/16 de finale        |